# Ulawa (île)
Ulawa est une île de l'océan Pacifique située dans la province de Makira-Ulawa, aux îles Salomon.
D'une superficie de 66 km2, elle a une population de 4 429 habitants, dont la langue principale est l'ulawa, un dialecte du sa'a.
Son point culminant est à 181 m d'altitude.